# Luis Meléndez
Pour les articles homonymes, voir Meléndez.
Luis Meléndez, né Luis Egidio Meléndez de Rivera Durazo y Santo Padre et également connu sous les noms Luis Egidio Meléndez, Luis Eugenio Meléndez ou Luis Eugidio Meléndez, né en 1716 à Naples et mort en 1780 à Madrid, est un peintre espagnol. Sa famille a longtemps vécu à Naples alors possession espagnole.
Il fait carrière presque exclusivement à Madrid et est considéré comme l’un des meilleurs peintres de natures mortes du XVIIIe siècle. Malgré sa réputation contemporaine, il a vécu dans la misère.
Son père, Francisco Meléndez (es) et Louis-Michel van Loo (dont il est l'assistant de 1742 à 1748) assurent sa formation de peintre. Le futur Charles IV d’Espagne — alors prince des Asturies — lui commanda une grande série de natures mortes, dont une partie importante est conservée au musée du Prado.

## Biographie
Le père de Meléndez, Francisco Antonio Meléndez, était un peintre miniaturiste né à Oviedo qui avait déménagé à Madrid avec son frère aîné, le peintre Miguel Jacinto Meléndez. Alors que Miguel était resté à Madrid et obtint le titre de peintre en 1712 à la cour de Philippe V, Francisco voyagea en Italie en 1699, cherchant un meilleur poste pour s’installer définitivement à Naples, où il fut enrôlé dans l'infanterie espagnole. Il épousa Maria Josefa Durazo y Santo Padre. Francisco Meléndez resta près de vingt ans à l'étranger, avant de rentrer à Madrid en 1717 avec sa famille, dont son fils Luis, né à Naples en 1716.
Luis Meléndez reçut une formation artistique de l'atelier de son père et de la part de Louis Michel van Loo, Français qui devint peintre de la cour de Philippe V d'Espagne. Entre 1737 et 1748, Meléndez travailla comme assistant de van Loo, s’occupant de réaliser des copies des modèles de portraits royaux et officiels pour le marché intérieur et à l'étranger.
Lors de l’ouverture de l’académie royale des beaux-arts de San Fernando – temporairement sous le nom de « conseil préparatoire de l’académie » - en 1744, son père, Francisco, fut nommé directeur honoraire de la section peinture avec Louis Michel van Loo ; Meléndez fut l'un des premiers étudiants à y être admis,. Le Conseil se montra très progressiste : non seulement il toléra, mais il promut les genres « mineurs » dont faisait partie la nature morte. À cette époque, Meléndez était déjà un artiste accompli, comme en témoigne son autoportrait du Louvre, signé et daté de 1746 dans lequel, selon l'historien Sanchez Canton, se retrouve l'influence de son maître Louis Michel van Loo. Cependant, son père Francisco Antonio Meléndez eut un différend avec l'Académie, à qui il réclamait d’être reconnu comme son fondateur – fut relevé de son poste de professeur et expulsé. Cet incident, ainsi qu’un conflit, pour le même motif, avec van Loo, obligea Luis à s’éloigner de l'académie en 1748, d’où il fut également expulsé.
Contrairement à son père, la situation professionnelle de Luis était précaire. Jeune, arrogant, sans le soutien de l'Académie et sa réputation en jeu, il décida d'aller en Italie pour obtenir de nouvelles commandes. Il y résida de 1748 à 1752. Il réalisa quelques peintures - maintenant perdues - pour Charles IV d'Espagne, qui était alors roi de Naples.
Son retour à Madrid eut lieu en 1753 après que son père Francisco Meléndez convainquit son fils de rentrer en Espagne, où il pourrait l’aider à réaliser de nouvelles peintures miniatures après l’incendie de l’Alcázar royal de Madrid en 1734 et qui avait détruit de très nombreuses œuvres.
De 1759 à 1774, Meléndez peignit quarante-quatre natures mortes pour le Musée d'histoire naturelle, qui appartenait au prince des Asturies – futur Charles IV d'Espagne. De ces peintures, trente-neuf sont conservées au musée du Prado. Elles représentent essentiellement des fruits et légumes produits dans l’Espagne d’alors,.
En 1760, Meléndez demanda à être nommé peintre de la cour du roi Charles III, demande qui, malgré la qualité de son travail, fut rejetée. Une douzaine d'années il retenta d’obtenir ce poste, dans une missive où il parle de lui à la troisième personne, et se référant aux natures mortes du Cabinet d'histoire naturelle :

« Son travail à l’huile n’est pas inférieur ; une représentation comprenant les quatre saisons et, plus correctement, les quatre éléments, afin de produire un ensemble amusant pour le Cabinet, avec toutes les espèces comestibles que le climat en Espagne produit dans ces quatre éléments, et dont il conclut simplement qu’il appartient aux « Fruits de la terre. » »

— Luis Meléndez, 1772.
Meléndez avait peint des œuvres religieuses dont une Sainte Famille pour celle qui était alors la princesse des Asturies, Marie-Louise de Parme, mais il se spécialisa dans la nature morte, un genre décoratif qu’il pouvait pratiquer sans contrat préalable et qui par conséquent était lucratif pour les artistes qui n’avaient accès ni au mécénat royal, ni au soutien de l'Académie. Bien que son désir d’obtenir la place de peintre royal l’empêchât de commercialiser ses œuvres au prix que pratiquaient d'autres peintres de ce genre, la famille royale et l'aristocratie continuèrent à ignorer ce thème, sauf pour ceux utilisés comme exemple scientifique pour recueils des collections d'histoire naturelle. 
Malgré son talent, Luis Meléndez vécut dans la pauvreté la plupart du temps ; En 1772, dans une lettre au roi, il déclarait ne posséder que ses pinceaux et ne pouvait plus continuer avec la série des «quatre éléments»: « ne pas avoir les moyens de continuer, ni même l'argent nécessaire à l'alimentation... ». Ignoré, il mourut en 1780 en situation de grande indigence.

## Style
Son style se distingue dans les natures mortes à la fois à la fois par l’austérité et par la perfection des représentations ; les textures des matériaux montrent une grande maîtrise du dessin et une minutie des détails. La composition simple et la lumière caractérisée par un contraste clair-obscur, s’inscrivent dans la tradition des natures mortes baroques de Zurbaran et de Cotan, dont les fonds sont généralement vides et géométriques, bien qu’il eût également travaillé les natures mortes avec des paysages en fonds, dans la lignée de l’École napolitaine.

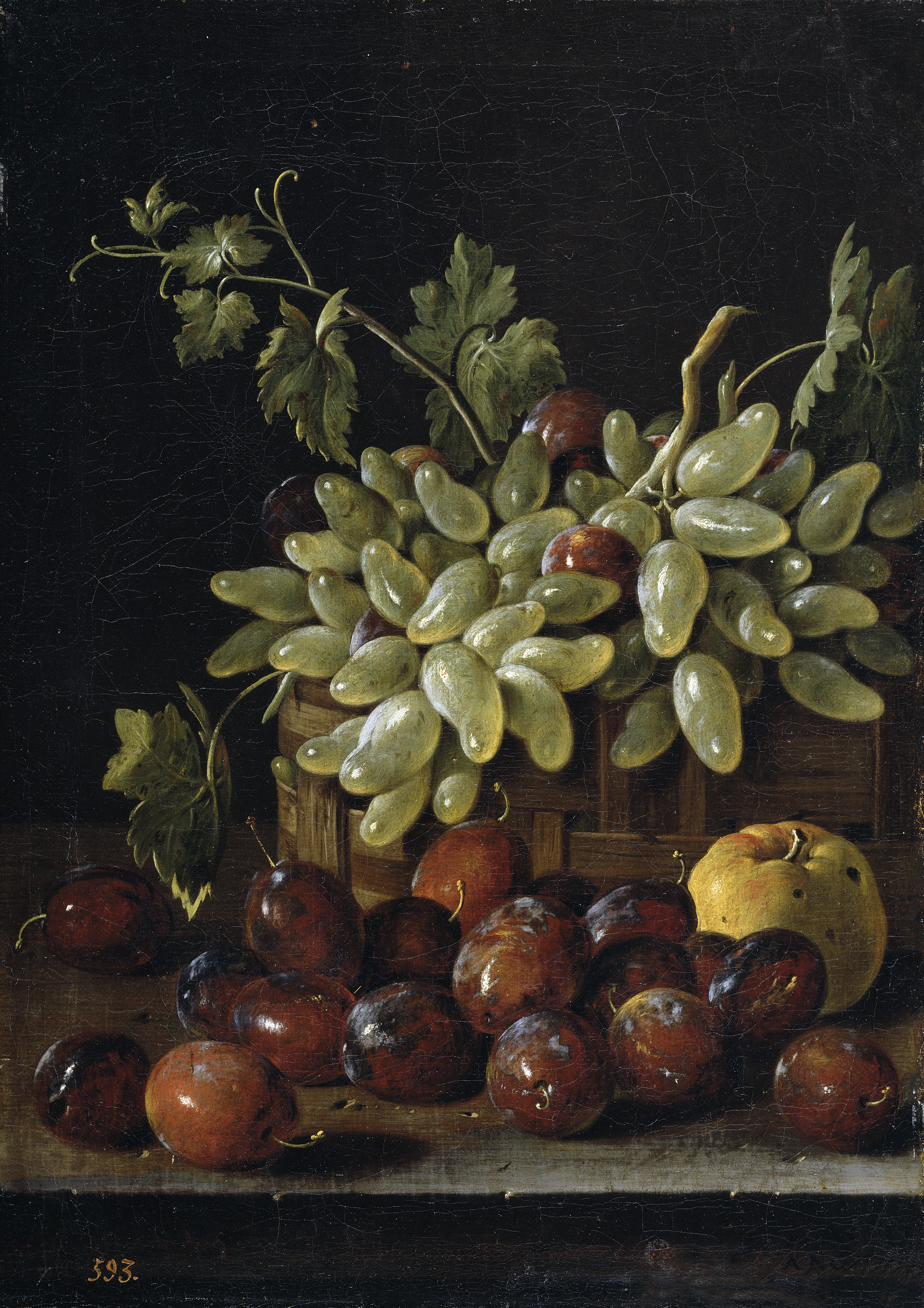
La Corbeille de fruits avec des prunes, du raisin et des pommes présente les trois fruits les plus peints par Meléndez.

Les natures mortes peintes par Meléndez sont normalement de petits formats et présentent l’austère tradition de la nature morte espagnole du XVIIe siècle, lancée par les maîtres du siècle d’or Juan Sánchez Cotán et Francisco de Zurbarán. Comme eux, Meléndez étudia les effets de lumière, la texture et la couleur des fruits et des légumes, ainsi que celles des récipients en céramique, verre et cuivre. À la différence des maîtres du XVIIe siècle, il présente le sujet plus près du spectateur, en légère plongée. Ce sont des objets disposés sur une table, ce qui donne à ses formes une certaine monumentalité. Le genre prétend ainsi permettre au spectateur d’étudier l’objet par lui-même. Les fonds sont neutres, laissant un puissant éclairage mettre en valeur les contours de l’objet représenté. C’est ainsi qu’il représente le duvet des fruits, les transparences des peaux des raisins et les intérieurs brillants des pastèques. L’ensemble est dominé par des tons terre-ocre.
Chaque toile de Meléndez fut minutieusement composée. Les objets furent déposés afin de créer une unité et un grand réalisme. Si les « grands thèmes » n’intéressèrent jamais Meléndez, il s’intéressa beaucoup aux choses de la vie ordinaire et quotidienne, à l’observation et à l’étude de la nature. Il fut souvent comparé à Chardin, parfois surnommé « le Chardin espagnol, » bien que d’autres le rapprochent plus volontiers de Zurbaran, sans doute à cause du côté populaire de ses peintures. 

« La comparaison avec Chardin s'arrête à cette position face au modèle. Le traitement plastique, et donc l'esprit, diffèrent profondément. Sans qu'il introduise de personnage dans ses compositions, Chardin représente des objets par rapport à l'homme. Chez Meléndez, l'objet est représenté pour lui-même. Inondé par une lumière torride, reproduit avec une intensité inaudible, et une espèce d'objectivité cruelle, il impose sa présence physique et la richesse de sa matière. »

— Charles Sterling, La Nature morte de l'Antiquité à nos jours, Paris, Pierre Tisné, 1952

## Œuvres
En ce qui concerne les œuvres de Meléndez, des dessins et études d’une tête de femme ont été localisés à la Galerie des Offices à Florence, ainsi qu’un magnifique autoportrait de 1746 dans les collections du Louvre. Deux œuvres sur des thèmes religieux sont également connus et appartiennent au musée du Prado : une Sainte Famille et une Vierge à l'Enfant ; cette dernière est en dépôt à la Casa Musée de Colomb à Las Palmas de Grande Canarie. Ses natures mortes furent presque toutes peintes dans les années 1770, en particulier pour la collection de Charles IV d'Espagne, alors prince des Asturies, qui avait un penchant pour l'histoire naturelle. Selon Meléndez lui-même, cette série fut faite en tant qu’illustration documentaire sur les différents fruits et légumes d'Espagne. Une fois réalisées, ces peintures décorèrent les pièces de différentes salles de la Casita du Prince à l’Escurial ; avant d’être transférés en 1785, au grand pavillon de l’embarcadère au Jardin du Prince d'Aranjuez, puis en 1795 au palais royal d'Aranjuez. En 1819, elles intégrèrent le musée du Prado. Le musée national d'art de Catalogne possède quatre natures mortes. Certaines pièces sont conservées dans des collections privées et dans d'autres musées, comme le musée des Beaux-Arts de Bilbao, le College National Museum, le musée Cerralbo de San Gregorio de Valladolid, la National Gallery de Londres, la National Gallery of Art de Washington et le musée d'Art Kimbell.
- Portrait de l'artiste tenant une académie, 1746, huile sur toile, 100 × 82 cm, musée du Louvre, Paris[20]
- Nature morte à la cruche blanche et aux petites poires, 1760, huile sur toile, 47 × 34 cm musée du Prado, Madrid[21]
- Nature morte aux oranges et au pot de miel, 1760-1765, huile sur toile, 48,3 × 35,2 cm, musée d'art Kimbell, Fort Worth (Texas)[22]
- Nature morte aux prunes, figues, pain, fût, pichet et autres contenants, 1760-1770, huile sur toile, 35 × 48 cm, Musée du Prado, Madrid[23]
- nature morte aux harengs et cébettes, 1760-1770, huile sur toile, 50,3 × 36,7 cm, Musée du Prado de Madrid[24]
- Nature morte à l'assiette d'abricots, 1765, huile sur toile, 48 × 35 cm, collection privée[25]
- Nature morte aux citrons et noix, 1770, huile sur toile, 37 × 50 cm, musée du Prado, Madrid[26]
- Nature morte avec assiette d'acérolas, fruits, fromage, pot de miel et autres récipients, 1771, huile sur toile, 41 × 62 cm, musée du Prado, Madrid[27]
- Nature morte avec pastèques et pommes dans un paysage, huile sur toile, 62 x 84 cm, musée du Prado, Madrid[28]
- Nature morte aux oranges et aux noix, 1772, huile sur toile, 61 × 81 cm, National Gallery, Londres[29]
- Nature morte aux huîtres et œufs, 1772, huile sur toile, 41 × 62 cm, musée du Prado de Madrid[30]
- Nature morte au poisson, pain et bouilloire, vers 1772, huile sur toile, 34 × 48 cm, Cleveland Museum of Art, Cleveland (Ohio)[31]
- Nature morte aux dorades et oranges, 1772, huile sur toile, 42 × 62 cm, musée du Prado, Madrid[32]
- Nature morte au saumon, citron et contenants de cuivre, 1772, huile sur toile, 41 × 62 cm, Musée du Prado, Madrid[33]
- Nature morte avec pastèque et poires, vers 1772, huile sur toile, 64 × 85 cm, musée des Beaux-Arts de Boston[34]
- La Collation, v. 1772, huile sur toile, 105,4 × 153,7 cm, Metropolitan Museum of Art, New York[35]
- Nature morte aux figues, pain et récipient, v. 1773, huile sur toile, 35 × 49 cm, musée du Louvre, Paris[36]
- Nature morte aux concombres, tomates et contenants, 1774, huile sur toile, 42 × 62 cm, Musée du Prado, Madrid[37]
- Nature morte au pain, jambon, fromage et légumes, 1776, Musée des Beaux-Arts de Boston.
- Nature morte aux deux perdrix, oignons, ail et vaisselle, dernier tiers du XVIIIe siècle, huile sur toile, 41,6 × 62,3 cm, musée du Prado, Madrid[38]
- Nature morte au jambon, œufs et pain, troisième quart du XVIIIe siècle, musée du Prado, Madrid[39]
- Nature morte aux citrons et au papillon, troisième quart du XVIIIe siècle, huile sur toile, 35 × 48 cm Musée du Prado, Madrid[40]

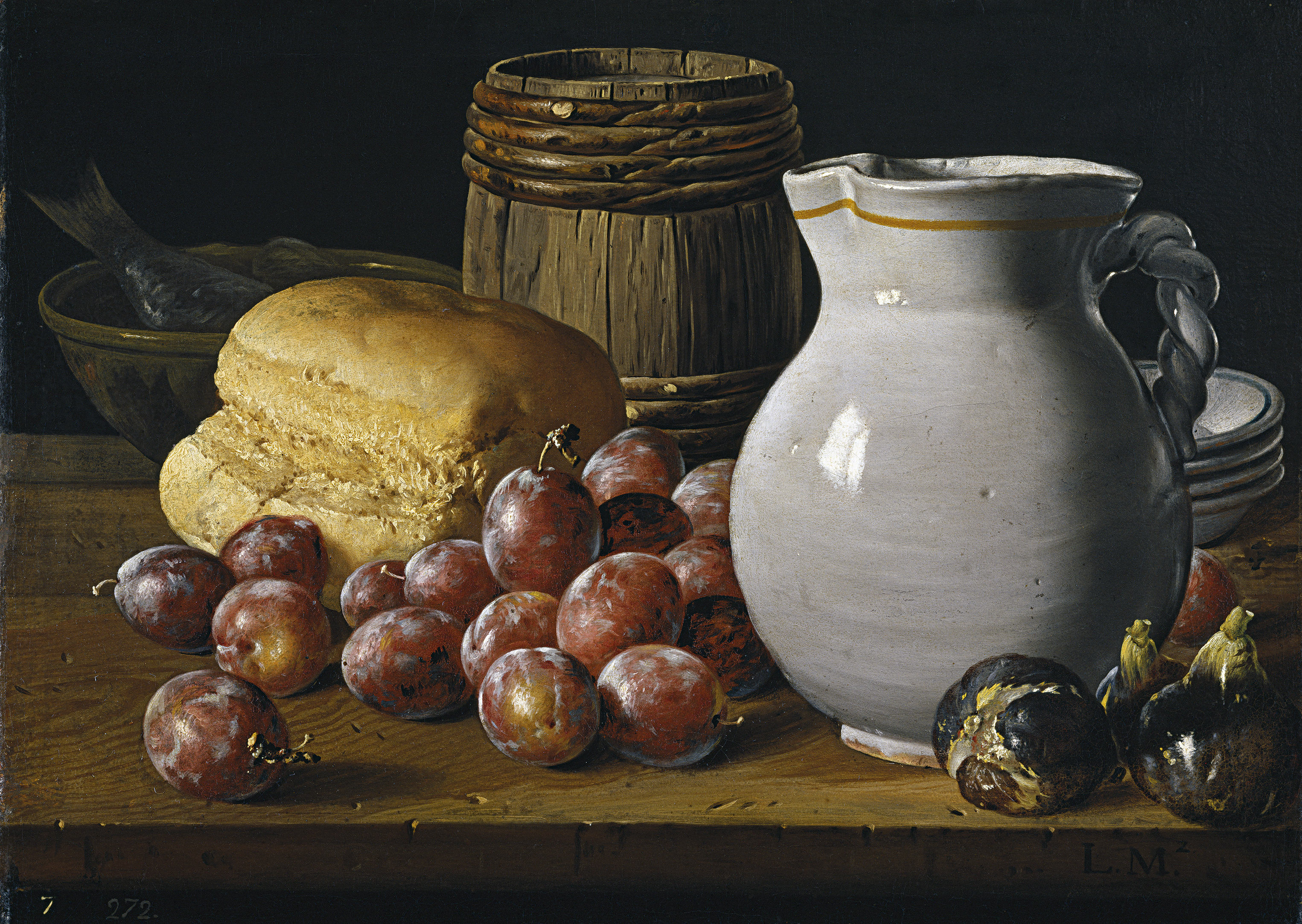
Nature morte aux prunes 1760-1770 Musée du Prado
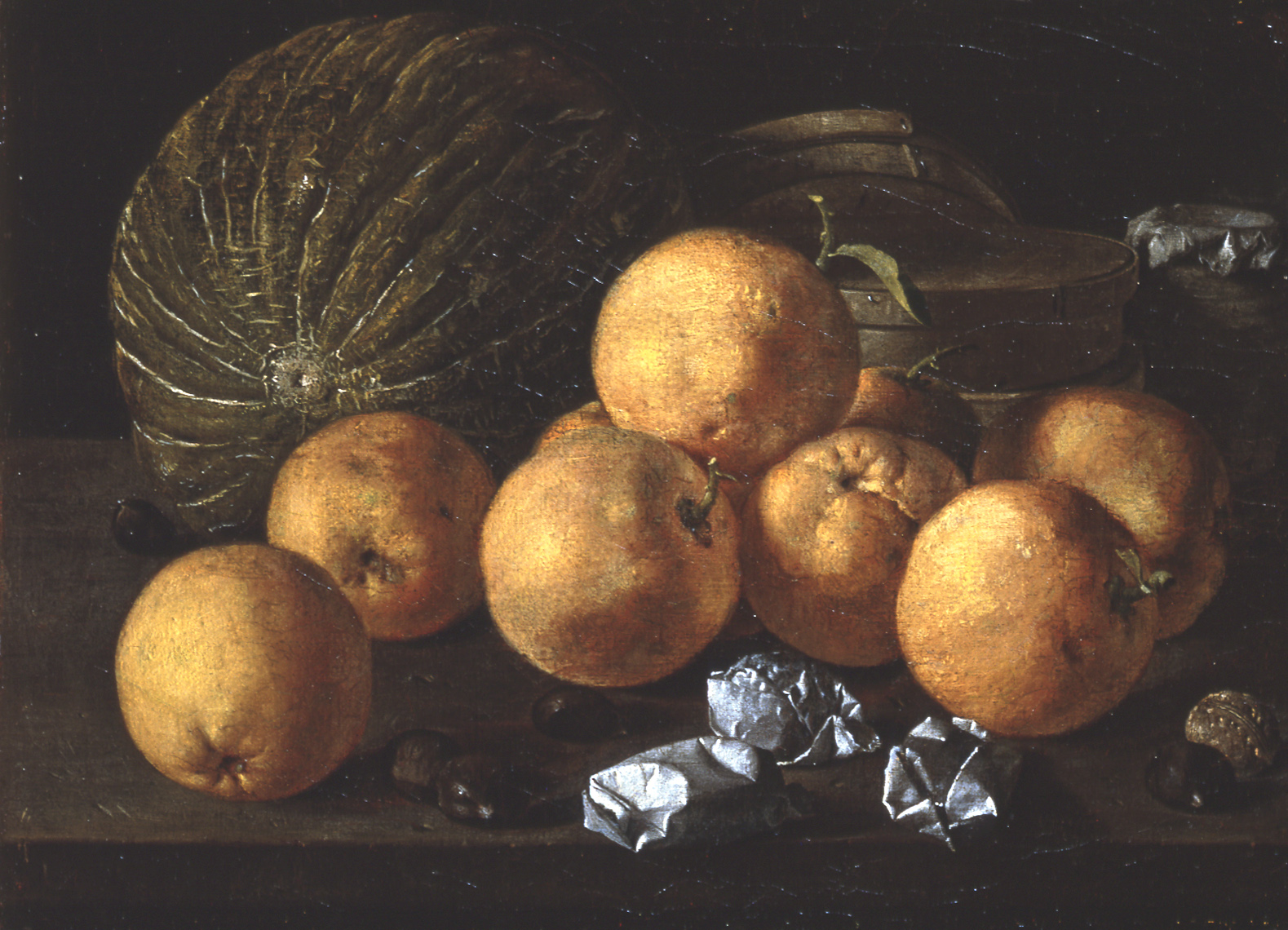
Nature morte aux citrons 1770 York Art Gallery
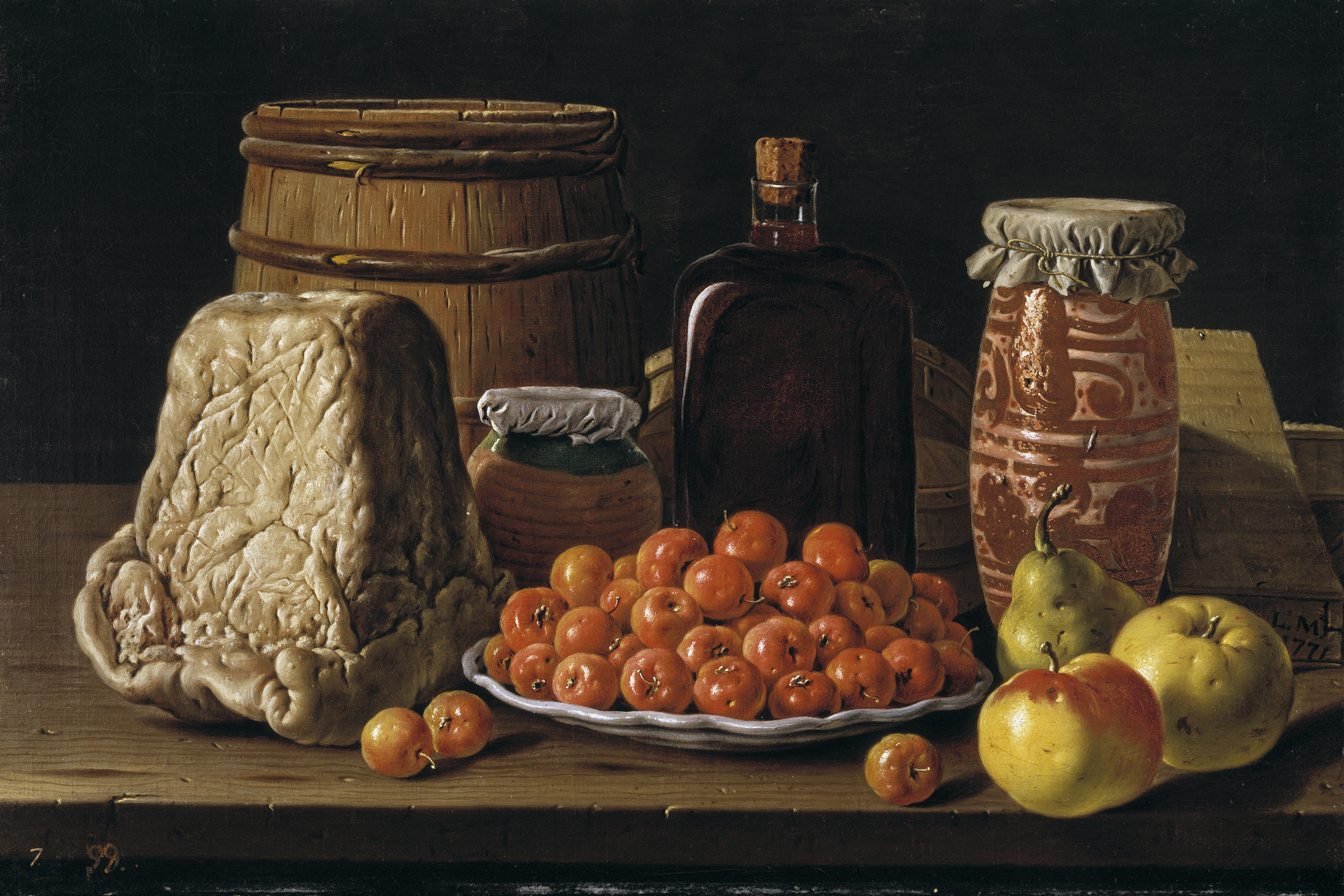
Nature morte aux acerolas 1771 Musée du Prado
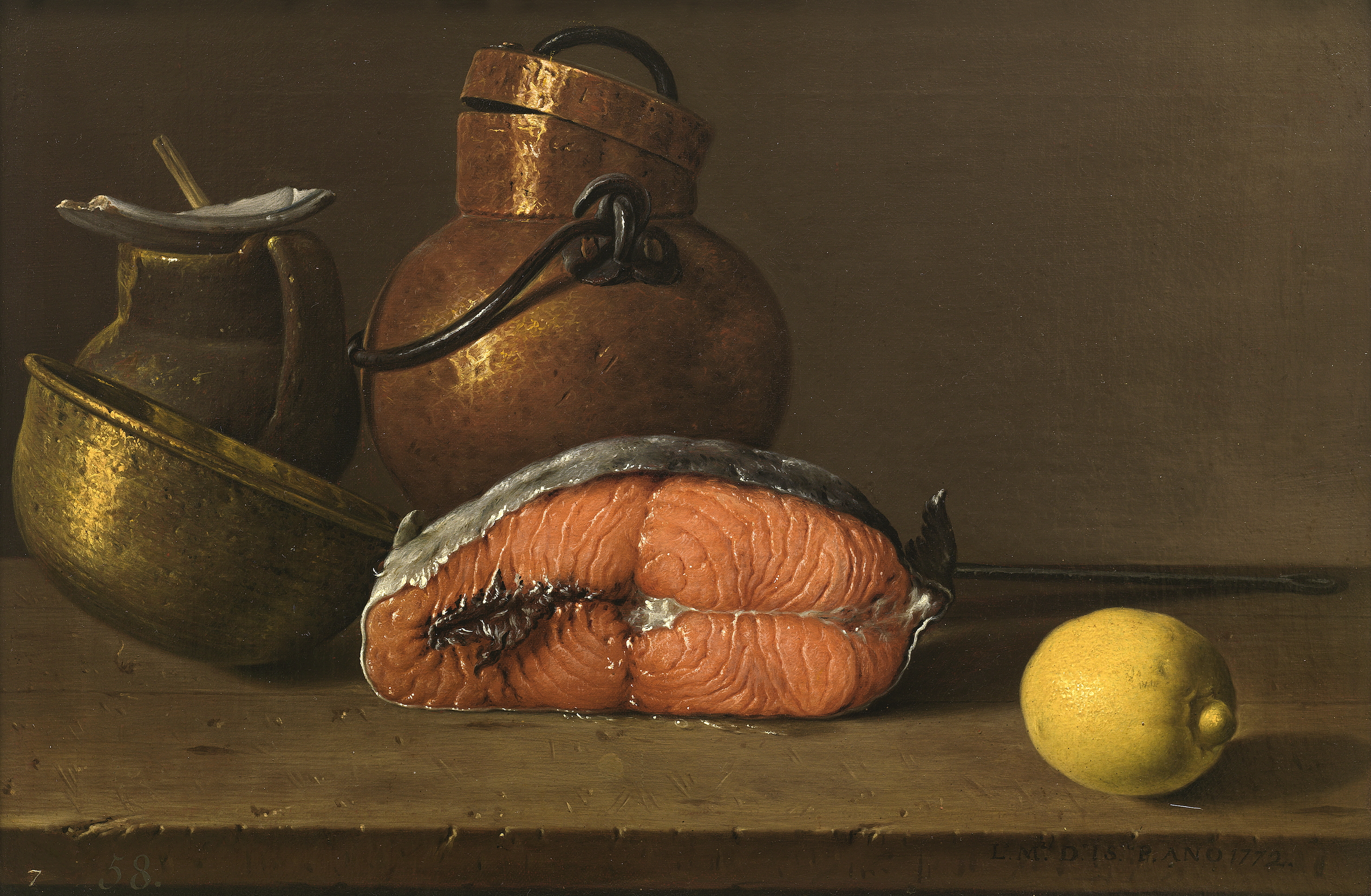
Nature morte au saumon 1772 Musée du Prado
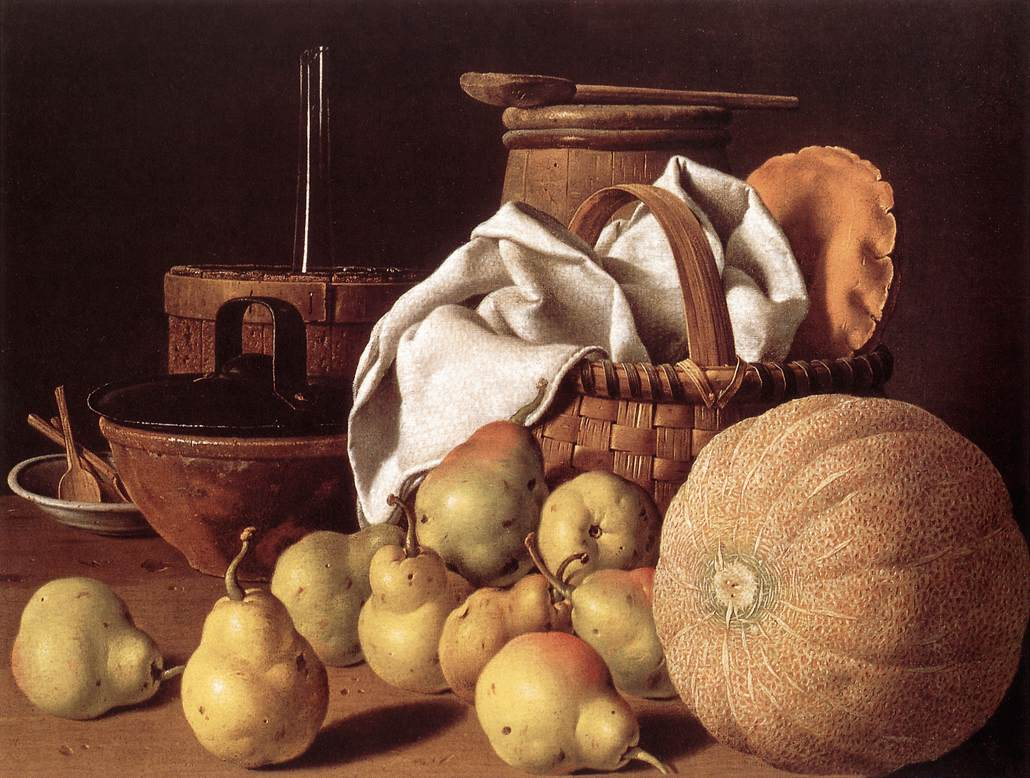
Nature morte au melon v. 1772 Musée des Beaux-Arts de Boston
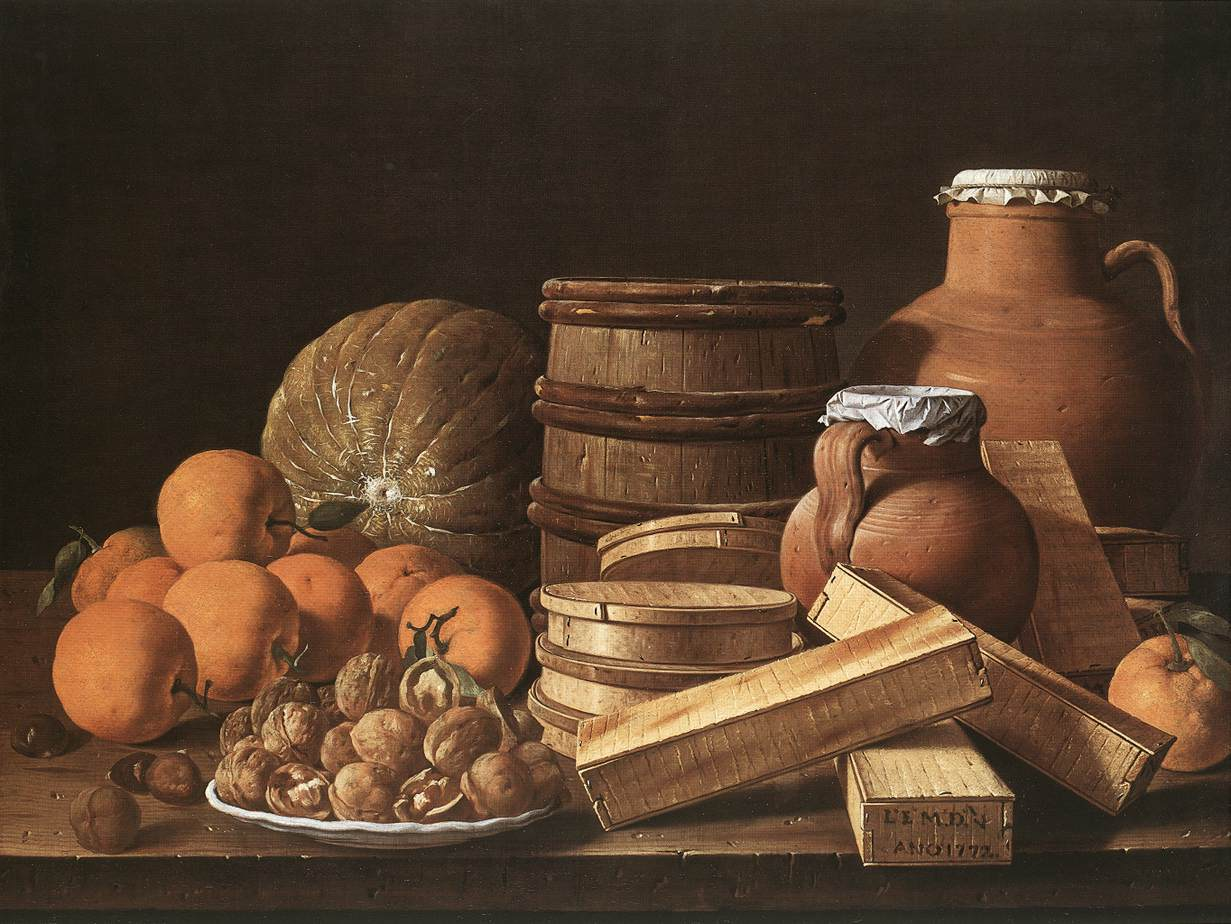
Nature morte aux oranges et aux noix 1772 National Gallery
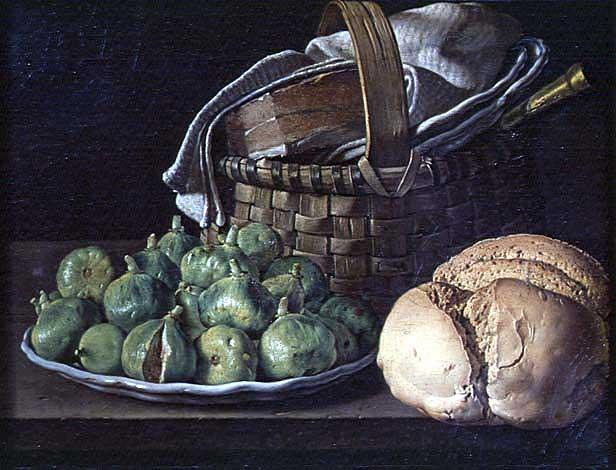
Nature morte aux figues v. 1773 Musée du Louvre
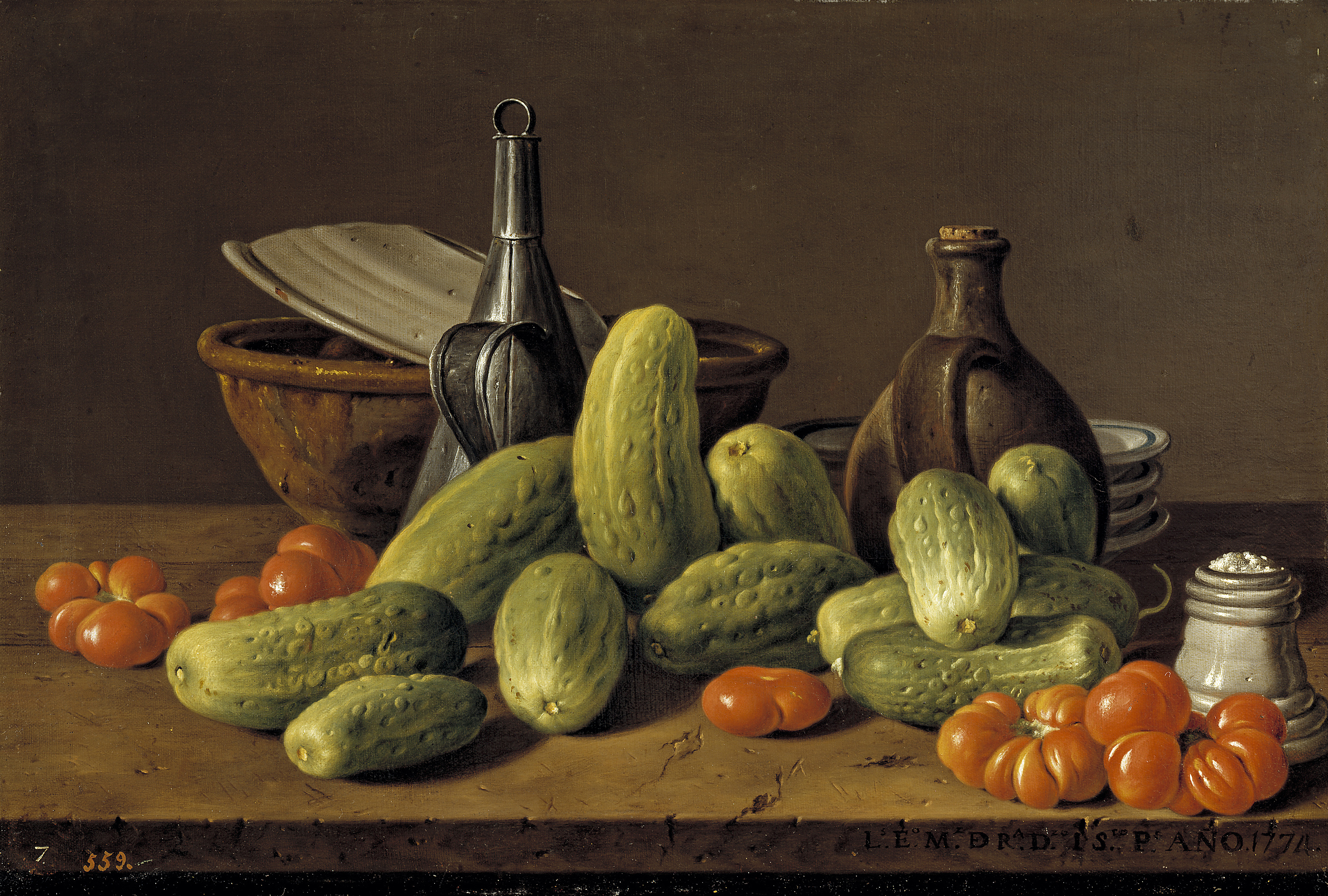
Nature morte aux concombres et tomates 1774 Musée du Prado